# Lieuwe Steiger
Lieuwe Steiger (Haarlem, 15 april 1924 - Eindhoven, 17 oktober 2006) was een Nederlandse voetbalkeeper, die zestien jaar lang speelde voor PSV en zeven keer uitkwam voor het Nederlands elftal.

## Biografie
Steiger werd geboren in Haarlem, maar verhuisde op vijfjarige leeftijd naar Eindhoven, toen zijn vader, net als zovelen in die tijd, een baan kreeg bij Philips. Op zijn twaalfde meldde hij zich aan bij PSV, waar hij mocht keepen. Steiger leerde zichzelf keepen, want echt specifieke trainingen voor keepers waren er in die tijd niet.
Bij PSV volgde hij in 1942, op achttienjarige leeftijd, Leo Boumans op als eerste keeper. Hij maakte direct indruk en wordt door de KNVB opgeroepen voor het Zuidelijk elftal. Bij PSV speelde hij seizoenen lang bijna alle wedstrijden en werd diverse malen Zuidelijk Kampioen. Hij liet zien dat hij een keeper was met talent en een atletische stijl. Ook zijn postuur, Steiger was 1 meter 96 lang, was imposant. Naast zijn voetbalcarrière bleef Steiger altijd studeren.
In 1950 won Steiger met PSV de KNVB beker en 1951 werden zij landskampioen. Na 11 seizoenen gekeept te hebben bij PSV werd hij in 1953 voor het eerst opgeroepen voor het Nederlands elftal. Steiger speelde in 1953 en 1954 zeven interlands voor Oranje. Op 27 september 1953 maakte hij zijn debuut voor Oranje, als vervanger van de gepasseerde Wim Landman die voor Sparta Rotterdam speelde. Hoewel hij tweemaal de nul hield, kreeg hij in de overige wedstrijden 21 tegendoelpunten te verwerken. In 1954 besloot hij niet meer voor Oranje uit te komen. Zijn studie werd steeds belangrijker voor hem en in 1957 stopte hij, op 33-jarige leeftijd, met voetbal. In 1959 maakte hij echter een korte rentree, nadat eerste doelman Pim Bekkering een blessure opliep. Steiger speelde uiteindelijk nog 4 wedstrijden voor de club, voordat ook hij met een blessure moest afhaken en zijn carrière definitief beëindigde.
Steiger speelde 383 duels voor de Eindhovense club, waarmee hij op de PSV-ranglijst van meeste duels de vijfde plaats bezet. In die duels scoorde hij een keer, uit een strafschop. Steiger is tevens de eerste Nederlandse doelman die een Europese wedstrijd speelde, door met PSV te debuteren in de Europacup I in 1957.
Steiger woonde ook na zijn PSV-tijd in Eindhoven. Hij was enige tijd vicevoorzitter van de club en werd tevens lid van verdienste. Hij overleed op 17 oktober 2006 op 82-jarige leeftijd, nadat hij al enige tijd ziek was.

## Interlandcarrière
| Interlands van Lieuwe Steiger voor Nederland | Interlands van Lieuwe Steiger voor Nederland | Interlands van Lieuwe Steiger voor Nederland | Interlands van Lieuwe Steiger voor Nederland | Interlands van Lieuwe Steiger voor Nederland | Interlands van Lieuwe Steiger voor Nederland |
| №                                            | Datum                                        | Wedstrijd                                    | Uitslag                                      | Soort wedstrijd                              | Goals                                        |
| -------------------------------------------- | -------------------------------------------- | -------------------------------------------- | -------------------------------------------- | -------------------------------------------- | -------------------------------------------- |
|                                              |                                              |                                              |                                              |                                              |                                              |
| Als speler van PSV                           |                                              |                                              |                                              |                                              |                                              |
| 1.                                           | 27 september 1953                            | Noorwegen – Nederland                        | 4 – 0                                        | Vriendschappelijk                            |                                              |
| 2.                                           | 25 oktober 1953                              | Nederland – België                           | 1 – 0                                        | Vriendschappelijk                            | clean sheet                                  |
| 3.                                           | 7 maart 1954                                 | Nederland – Engeland                         | 1 – 0                                        | Vriendschappelijk                            | clean sheet                                  |
| 4.                                           | 4 april 1954                                 | België – Nederland                           | 4 – 0                                        | Vriendschappelijk                            |                                              |
| 5.                                           | 19 mei 1954                                  | Zweden – Nederland                           | 6 – 1                                        | Vriendschappelijk                            |                                              |
| 6.                                           | 30 mei 1954                                  | Zwitserland – Nederland                      | 3 – 1                                        | Vriendschappelijk                            |                                              |
| 7.                                           | 24 oktober 1954                              | België – Nederland                           | 4 – 3                                        | Vriendschappelijk                            |                                              |

## Erelijst
- Zuidelijk Kampioen/Afdelingskampioen: 1948, 1951, 1954, 1955
- Nederlands landskampioenschap: 1951
- KNVB beker: 1950